# Kani Saizō
Pour les articles homonymes, voir Kani (homonymie).
Kani Saizō est un nom japonais traditionnel ; le nom de famille (ou le nom d'école), Kani, précède donc le prénom (ou le nom d'artiste).
Kani Saizō (可児才蔵, 1554-1613), aussi appelé Kani Yoshinaga (可児吉長), est un samouraï de la fin de l'époque Sengoku jusqu'au début de l'époque d'Edo, au service de différents seigneurs avant de se mettre au service du clan Tokugawa. Saizō est d'abord un obligé secondaire du clan Saitō puis se met au service du clan Oda et plus tard encore revient auprès des Tokugawa. Au début de l'époque d'Edo, Saizō se joint à Fukushima Masanori lors du service de ce dernier au domaine de Hiroshima et meurt en 1613.

## Source de la traduction
- (en) Cet article est partiellement ou en totalité issu de l’article de Wikipédia en anglais intitulé « Kani Saizō » (voir la liste des auteurs).